# Cystide (zoologie)
Pour l’article homonyme, voir Cystide (mycologie).

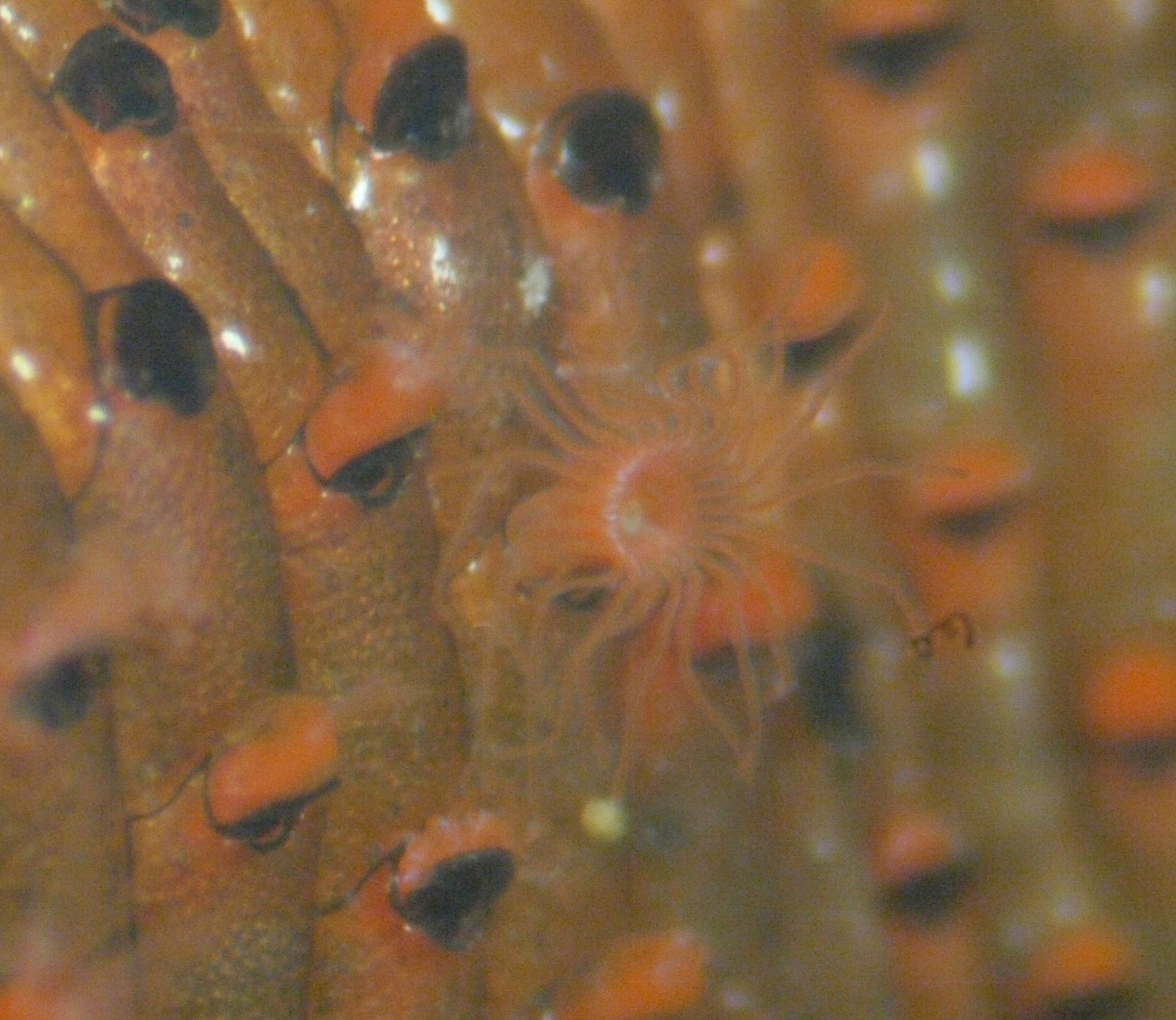
couronne de tentacules du zoïde du bryozoaire Dakaria subovoidea, émergeant partiellement de sa logette (dite cystide) au sein de sa colonie

Le cystide est, chez les bryozoaires, la loge (ou « logette ») plus ou moins rigide qui abrite chaque individu. Il est recouvert d'un épiderme.
Tous les bryozoaires forment des structures coloniales dont l'élément de base est dit « cystide ». 
Le premier cystide d'une colonie, ou ancestrule, se forme après la métamorphose de la larve planctonique qui en est à l'origine. 
C'est dans cette loge que s'abrite le polypide. Ce dernier peut s'y invaginer pour s'y protéger, ou au contraire s'épanouir à l'extérieur et déployer son lophophore dans l'eau (le lophophore est l'organe principalement composé d'une couronne de tentacules ciliés - souvent disposés en éventail ou en forme de fer à cheval - qui permet au polype de capter et porter à sa bouche les microparticules alimentaires en suspension dans l'eau).
Les cystides sont recouverts d'un épiderme, souvent fragile.